# جیمی ویکو
جیمی ویکو (انگلیسی: Jimmy Vicaut؛ زادهٔ ۲۷ فوریهٔ ۱۹۹۲) یک دونده اهل فرانسه است. از افتخارات وی میتوان به کسب برنز دو ۴×۱۰۰ متر امدادی در بازی‌های المپیک تابستانی ۲۰۱۲ اشاره کرد.